# Charlotte FC
Charlotte Football Club – amerykański klub piłkarski z siedzibą w Charlotte. Drużyna rywalizuje w Major League Soccer (MLS) jako członek Konferencji Wschodniej ligi. Drużyna jest własnością Davida Teppera.

## Historia
Klub został założony 17 grudnia 2019. Został przyjęty do Major League Soccer od sezonu 2022.
26 stycznia 2022 władze klubu ogłosiły transfer Polaka Karola Świderskiego jako pierwszego zawodnika o statusie „designated player” (pol. „gracz wyznaczony)”.

## Obecny skład
Stan na 1 lutego 2024
| Nr | Poz. | Piłkarz           |
| -- | ---- | ----------------- |
| 1  | BR   | Kristijan Kahlina |
| 4  | OB   | Guzmán Corujo     |
| 6  | OB   | Bill Tuiloma      |
| 8  | PO   | Ashley Westwood   |
| 9  | NA   | Enzo Copetti      |
| 13 | PO   | Brandt Bronico    |
| 14 | OB   | Nathan Byrne      |
| 15 | PO   | Ben Bender        |
| 17 | NA   | McKinze Gaines    |
| 18 | NA   | Kerwin Vargas     |
| 19 | PO   | Chris Hegardt     |
| 20 | PO   | Derrick Jones     |
| 21 | NA   | Vinicius Mello    |
| 22 | NA   | Justin Meram      |

| Nr | Poz. | Piłkarz            |
| -- | ---- | ------------------ |
| 23 | BR   | Pablo Sisniega     |
| 24 | OB   | Jaylin Lindsey     |
| 25 | OB   | Harrison Afful     |
| 26 | NA   | Yordy Reyna        |
| 27 | NA   | Nimfasha Berchimas |
| 28 | OB   | Joseph Mora        |
| 29 | OB   | Adilson Malanda    |
| 31 | BR   | George Marks       |
| 32 | OB   | Hamady Diop        |
| 33 | NA   | Patrick Agyemang   |
| 34 | PO   | Andrew Privett     |
| 35 | PO   | Nick Scardina      |
| 36 | PO   | Brandon Cambridge  |
| 37 | PO   | Scott Arfield      |
| 38 | PO   | Brian Romero       |
| 39 | OB   | Jack Neeley        |